# Babes Wodumo
Bongekile Simelane (née le 26 mars 1994 à Lamontville, Chatsworth), plus connue sous le nom de Babes Wodumo, est une artiste et chorégraphe sud-africaine de gqom.

## Biographie
Bongekile Simelane devient célèbre après la sortie de sa chanson révolutionnaire "Wololo", en 2016. La chanson est reprise plus tard sur son premier album studio, Gqom Queen, sorti fin 2016.
Babes Wodumo fait partie des connaisseurs de musique qui ont joué un rôle déterminant dans la renommée internationale du genre, notamment le rappeur sud-africain Okmalumkoolkat ; le propriétaire du label italien Gqom Oh, Malumqawz Kole ; le créateur de goûts musicaux et de liaison avec les relations publiques, Cherish Lala Mankai et également DJ Tira, propriétaire du label Afrotainment. Elle apparaît sur Black Panther: The Album sur une chanson intitulée Redemption. En 2017, Wodumo est nommée à la 17e cérémonie des BET Awards. En juillet 2020, elle publie son deuxième album Idando Kazi.

## Carrière
Elle sort sa première chanson intitulée « Desha » produite par Sir Bubzin, en 2014.
Son album lui donne l'occasion de figurer sur l'album Black Panther de Kendrick Lamar.
Le 24 juillet 2020, elle sort son deuxième album studio Idando Kazi avec Mampintsha, Skillz, TNS, Worst Behavior et bien d'autres Le eLamont paraît en tant que premier single de l'album avec Mampintsha et Skillz qui fait ses débuts au numéro 3 des charts iTunes sud-africains.
Lors de la 27e édition des South African Music Awards, Idando Kazi reçoit une nomination. En 2021, elle et son mari lancent leur émission de téléréalité Uthando Lodumo qui est diffusée sur Showmax.

## Vie privée

### Cas de violence domestique
Le 3 mars 2019, des informations font surface selon lesquelles le petit ami et manager de Wodumo, Mandla "Mampintsha" Maphumulo, l'a agressée physiquement. Wodumo diffuse l'incident sur Instagram Live. Mampintsha est arrêté pour suspicion d'agression. Même si la relation entre les deux semble terminée, les deux parties conviennent de se conseiller, se réconcilient et sont en bons termes, Mampintsha apparaissant sur son deuxième album Idando Kazi.

### Mariage et enfants
Babes Wodumo épouse Mandla Maphumulo en 2020. En 2021, ils ont leur premier enfant, même si les parents de Babes ne le savent pas. Ils ont une émission de téléréalité, "uthando lodumo", qui est diffusée en première sur la chaîne Showmax (495).

### SAMAs
En 2017, Wodumo est l'artiste la plus nommée aux 23e South African Music Awards. Cependant, elle ne remporte aucun prix, ce qui conduit à une altercation après que la chanteuse a accusé le personnel de la SAMA 23 d'avoir acheté des prix.

## Discographie
En 2016, Babes sort son album révolutionnaire où elle présente Mampintsha dans toutes les chansons du projet. L'album comprend également la superstar nigériane D'banj, Madanon, Cassper Nyovest, DJ Sox, Sparks Wabantwana, Scoop, Kholwane, Khuzani, Danger & DJ Tira.
En juillet 2020, elle sort son deuxième projet, intitulé Indando Kazi, où elle présente principalement Mampintsha sur 10 des 13 pistes. Parmi les autres artistes, citons RockBoy, Cultivated Soulz & Sizwe Mdlalose, Rhythm Soundz, Dladla Mshunqisi et Tipcee, entre autres.